# Bolsevik-sziget
A Bolsevik-sziget (oroszul: о́стров Большеви́к) a Szevernaja Zemlja szigetcsoport második legnagyobb területű és a legdélebben fekvő szigete, Oroszországban az Arktisz területén. A sziget területe 11 312 km², legmagasabb pontja 935 m magas. A szigeten a Prima nevű kutatóállomás működik. A sziget körülbelül 30%-át gleccser borítja, míg a partközeli részeken mohák, zuzmók és egyéb gyér növényzet él. Három gleccserrendszer van a szigeten a Leningrád és a Szemjonov-Tyan-Sanszkij-gleccser, valamint a jóval kisebb Kropotkin-gleccser. Az északnyugati partokon fjordok alakultak ki, ezek közül jelentősebb a Thälmann-fjord, a Szpartak-fjord és a Partyizan-fjord. Felmerült, hogy a szigetet átnevezik Szvjataja Olgára (Szent Olga).

## Fordítás
- Ez a szócikk részben vagy egészben  a   Bolshevik Island című angol Wikipédia-szócikk fordításán alapul.  Az eredeti cikk szerkesztőit annak laptörténete sorolja fel. Ez a jelzés csupán a megfogalmazás eredetét és a szerzői jogokat jelzi, nem szolgál a cikkben szereplő információk forrásmegjelöléseként.